# 西環七臺

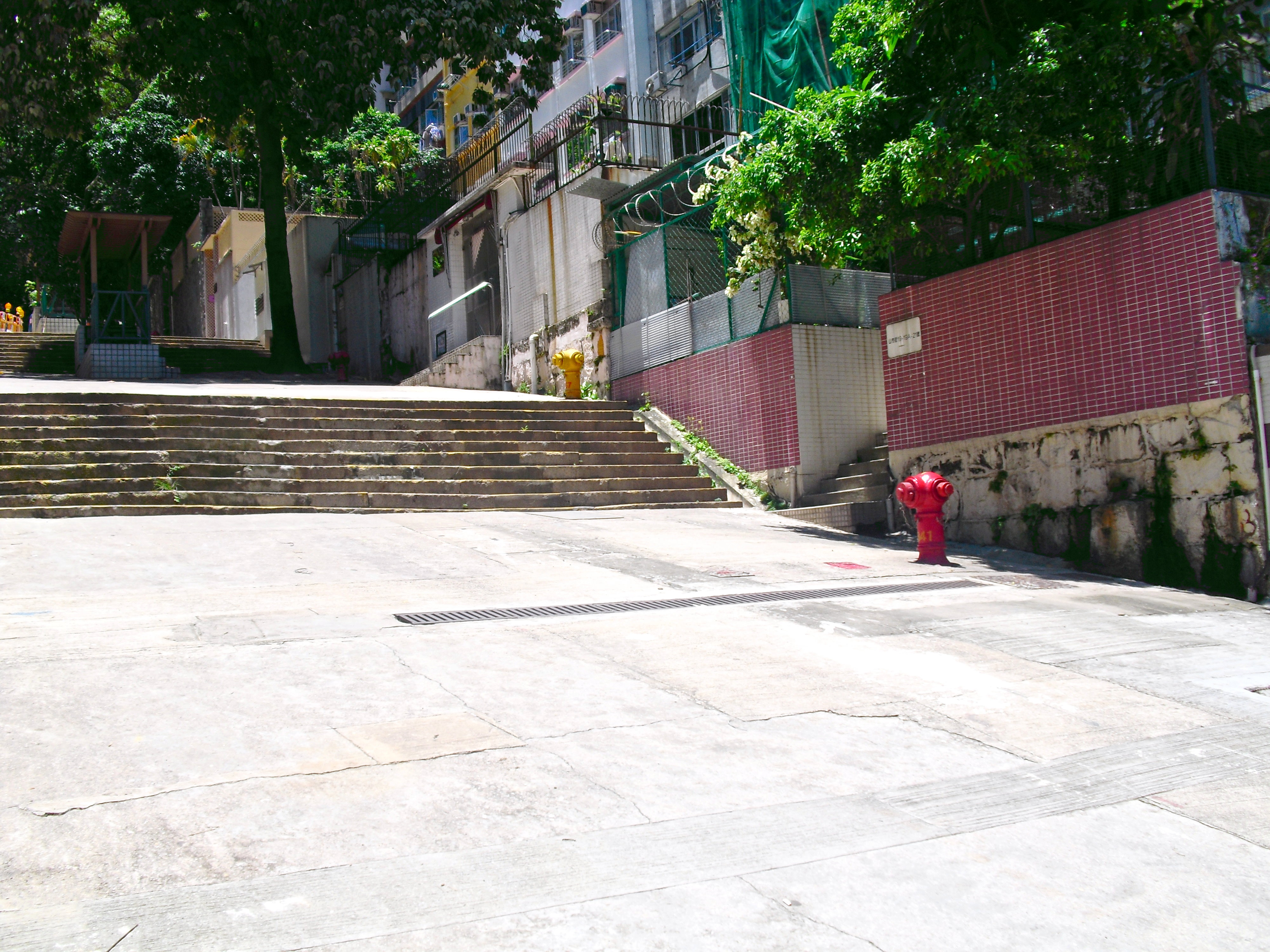
紫蘭臺舊址

西環七臺是香港堅尼地城的一個歷史悠久的住宅區和街道群，東為李寶龍路，西為山市街。堅尼地城在填海前，房屋依山而建，而在山上開墾用作建屋的平地稱為「臺」。西環七臺約有70至80年的歷史，七臺分別為太白臺、羲皇臺、青蓮臺、桃李臺、學士臺、李寶龍臺和紫蘭臺。最為有名的臺有3個，包括學士臺、桃李臺和青蓮臺。這3個臺位處於較高位置，當時並沒有高樓大廈遮擋，故能擁有全海景，在早期樓價也是最貴的，多以富豪所居住，其中以華裔商人為主。
七臺之中以學士臺的位置最高，房屋的面積大，所居住的人亦最富有，僅有13個街道編號。以前，桃李臺的外型像一個新月，而佔地最廣闊。羲皇臺的治安非常好，居民相當放心。而太白臺被拆卸改建之前是妓女們的集中地，一般人很少踏足此地。
昔日這七臺各自都有組織更練，每戶收取大約三幾元作為保安費和管理費，更練配有木棍和銀雞。小販及賣藝者亦常常在七臺之間販賣及找生計。

## 歷史
這幅地皮最初由李陞購入，其後將西環山交給兒子李寶龍（李寶椿兄長）打理，發展住宅物業。李陞於1900年代逝世，家族業務開始衰落。在1924年，李寶龍因生意失敗，被迫出售西環山還債，以致青蓮臺的魯班先師廟幾乎要拆卸。後來買家合興公司的老闆李星衢和譚煥堂答允不拆該廟，並交由廣悅堂管理。現今街道裡的許多住宅已經改建，部分唐樓依然保留古風，是電影和電視劇集的取景地點。

## 名字起源
這些臺的名字跟中國唐朝詩人李白有關，原因是該住宅區的地產商李寶龍十分鍾愛李白之故。而後人為了紀念這位地產商，住宅區於另一邊的街道被命名為李寶龍路，其中一個臺則命名為李寶龍臺。
太白臺的「太白」正是李白的字；青蓮臺取自李白的號青蓮居士；桃李臺的出處源於李白古文作品《春夜宴桃李園序》；羲皇臺的由來是李白曾在《戲贈鄭溧陽》的詩句中自稱羲皇人；學士臺指的是唐玄宗任李白為翰林學士；紫蘭臺的「紫蘭」曾在李白的《答杜秀才五松見贈》詩提及過：「浮雲蔽日去不返，總為秋風摧紫蘭」。

## 註腳
1. ↑  《趣談香港街道》爾東編，ISBN 962-973-967-4，第181頁
2. ↑  . 香港地方志中心.   [2023-09-26]. （原始内容存档于2023-10-01）.